# Sozopol (obchtina)
Pour les articles homonymes, voir Sozopol.
La commune de Sozopol (en bulgare Община Созопол - Obchtina Sozopol) est située dans l'est de la Bulgarie.

## Géographie
La commune de Sozopol est située dans l'est de la Bulgarie, dans la partie méridionale du littoral bulgare sur la mer Noire. Elle est située à 21 km au sud-est de Bourgas (le chef-lieu de la région).

## Administration

### Structure administrative
La commune compte 3 villes et 11 villages :
| - Ville de Sozopol - 5 862 hab. - Ville de Tchérnomoréts - 2 234 hab. - Village de Rossen - 1 458 hab. - Village de Zidarovo - 1 315 hab. - Village d'Atiya - 1 042 hab. - Village de Ravna Gora - 921 hab. | - Village de Krushevetz - 913 hab. - Village de Ravadinovo - 783 hab. - Village de Gabar - 315 hab. - Village de Prisad - 239 hab. - Village de Indje Voyvoda - 230 hab. - Village de Varshilo - 176 hab. |

## Économie
L'activité économique dans la commune de Sozopol est fonction du lieu :
- sur le littoral, l'activité est liée surtout au tourisme estival et, tout au long de l'année, à la pêche ;
- dès que l'on est à l'intérieur des terres, l'agriculture est très largement dominante, ont une prépondérance de la production de fruits, de légumes et de boissons à base de fruits (vins, Eaux-de-vie de raisins et d'autres fruits).

## Galerie

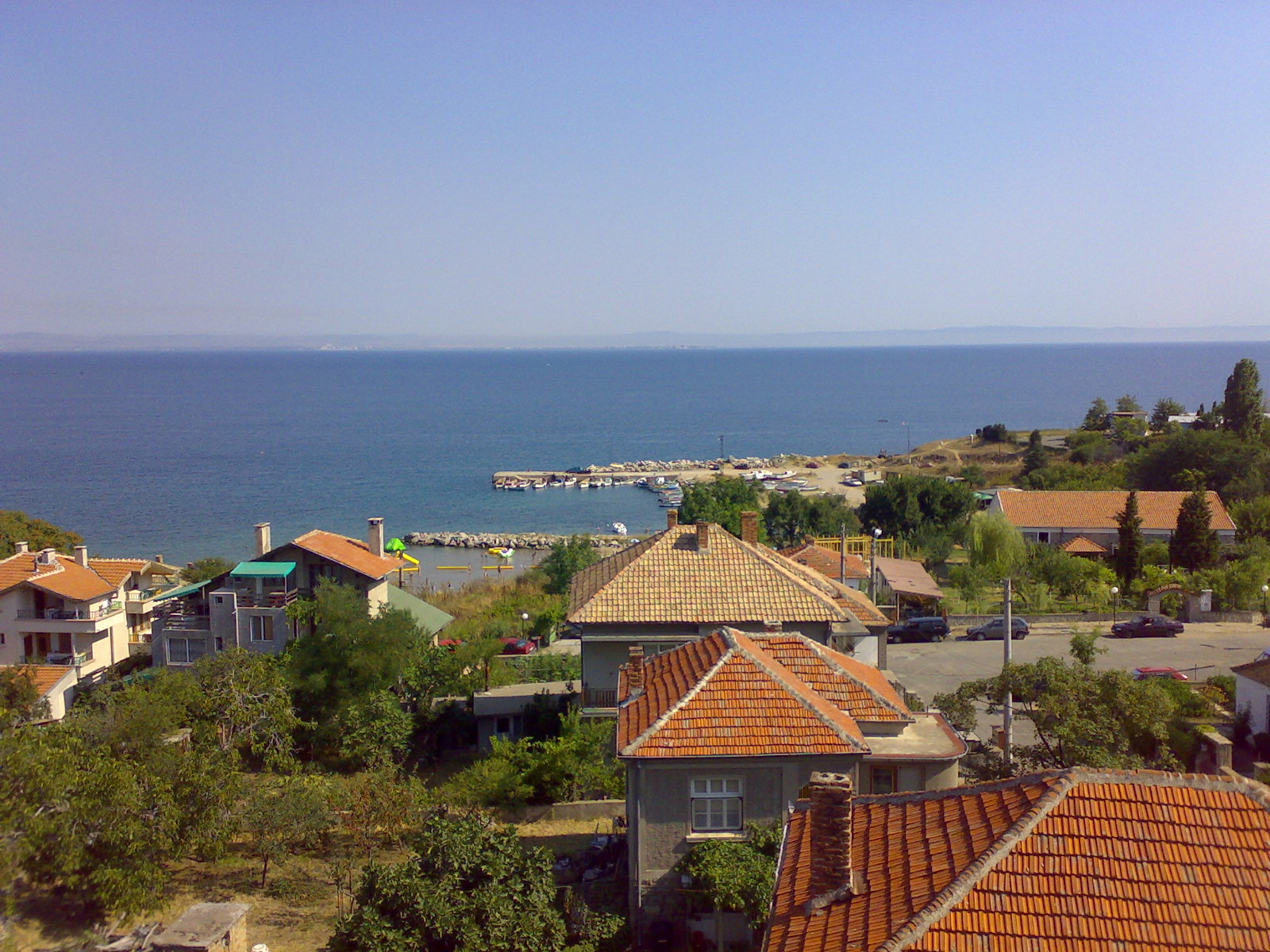
Tchernomorets
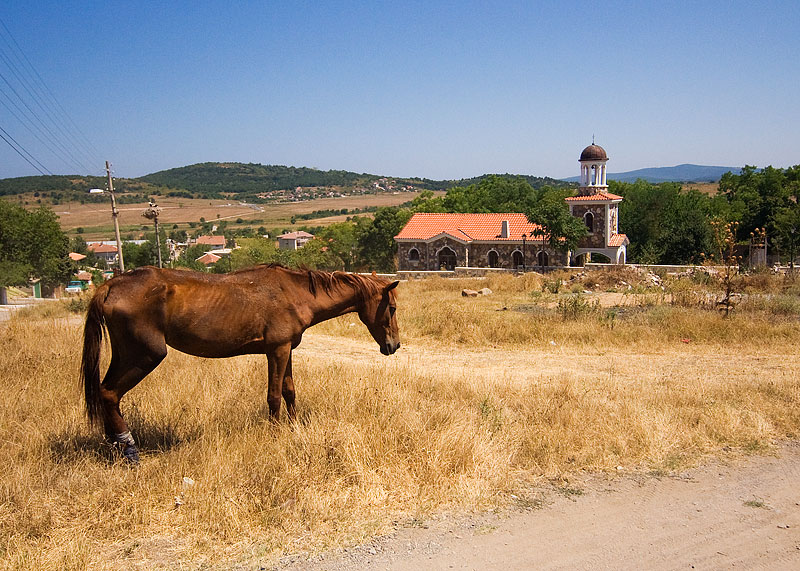
Ravadinovo